# Икс, Жаки
Жак Бернар «Жаки» Икс (фр. Jacques Bernard "Jacky" Ickx, Брюссель, 1 января 1945) — бельгийский автогонщик, участник чемпионатов мира по автогонкам в классе Формула-1 и спортивных автомобилей, первый в истории чемпион Европы по автогонкам в классе Формула-2, двукратный вице-чемпион мира Формулы-1, шестикратный победитель гонки «24 часа Ле-Мана», чемпион серии Кан-Ам, победитель «Ралли Дакар». За свои достижения на гонке в Ле-Мане получил прозвище «Месьё Ле-Ман».

## Биография

### Начало карьеры
В автоспорт Жаки Икс попал стараниями своего отца, спортивного журналиста, который, стремясь заинтересовать сына гонками, купил ему 50-кубовый мотоцикл «Цюндапп». Вскоре после начала гоночной карьеры Жаки выиграл чемпионат Европы по триалу, а в 1965 году стал чемпионом Бельгии по автогонкам в классе кузовных автомобилей.

### 1960-е годы
В 1967 году Икс был приглашён в команду «Тиррелл», использовавшую французские машины «Матра» для участия в только что организованном чемпионате Европы по автогонкам в классе «Формула-2». В чемпионате также участвовала и заводская команда «Матра», пилотами которой были француз Жан-Пьер Бельтуаз и Джонни Серво-Гавен, а главным претендентом на победу считался опытный 37-летний австралиец Фрэнк Гарднер, имевший опыт выступлений в Формуле-1 и поддержку заводской команды «Брэбем». Несмотря на это, Икс в 1967 году одержал две победы в гонках в Зандфоорте и Валлелунге, завоевав титул чемпиона Европы. В том же году он принял участие в гонках чемпионата мира Формулы-1 в команде «Купер» (до этого Икс дважды стартовал в Гран-при Германии Формулы-1, но на старт он выходил на автомобиле «Формулы-2» и из-за разницы в методиках подсчёта результативности пилотов эти две гонки иногда не включаются в статистику выступлений Жаки Икса в Формуле-1) и выиграл гонку «1000 километров Спа».
На следующий год Икс подписал контракт основного пилота команды «Скудерия Феррари». Дебют в знаменитой команде оказался удачным: Икс выиграл Гран-при Франции, трижды приезжал на подиум и ещё два раза финишировал четвёртым. На тренировке перед Гран-при Канады 1968 года, проходившем на трассе Мон-Тремблан, славившейся своей небезопасностью, Икс попал в аварию и сломал ногу. Из-за травмы ему пришлось ещё и пропустить следующий этап в США. Кроме того, Икс принял участие в нескольких гонках Формулы-2 и продолжил выступления в классе спортивных автомобилей, выиграв на «Форд GT40» гонки в Брэндс-Хетче, Спа и Уоткинс-Глене.
В 1969 году перешёл в «Брэбем», команду Формулы-1, в которой по-прежнему выходил на старт её основатель Джек Брэбем. Поначалу Иксу отводилась роль второго пилота, так как работа команды была сконцентрирована на Брэбеме, но после того, как последний травмировал ногу в аварии и пропустил несколько этапов, бельгийцу выпала возможность показать все свои гоночные способности. Он выиграл гонки в Германии и Канаде, несколько раз приехал на подиум и в итоге стал в 1969 году вице-чемпионом мира. В том же году дебютировал в гонке «24 часа Ле-Мана» на автомобиле «Форд GT40» в паре с Джеки Оливером и с первого же раза сумел выиграть знаменитый марафон.

### 1970-е годы
В 1970 году Жаки Икс вернулся в команду Формулы-1 «Скудерия Феррари», в которой продолжал выступления до 1973 года. В сезоне 1970 года вновь завоевал вице-чемпионский титул, одержав три победы. На старте Гран-при Испании 1970 года столкнулся со своим напарником по лемановской команде Джеки Оливером, вылетел с трассы и его автомобиль загорелся. Жаки Икс отделался лёгкими ожогами и через две недели уже принимал участие в следующем Гран-при.

В 1971-72 годах Икс выиграл две гонки чемпионата Формулы-1 и два раза занимал четвёртое место в чемпионате. В гонках спортивных автомобилей его результаты были более успешными: в 1972 году он выиграл шесть гонок на автомобиле «Феррари», в том числе «24 часа Дайтоны» и «12 часов Себринга». В 1973 году выиграл гонки чемпионата спортивных автомобилей в Монце и на Нюрбургринге. В 1974 году перешёл из «Феррари» в переживавшую не лучшие времена команду «Лотус», в которой сумел добиться лишь двух третьих мест в сезоне. Это было время перехода «Лотуса» от модели 72Е, являвшейся модификацией автомобиля, разработанного к сезону 1970 года, к более совершенной модели «Лотус-76», на которой конструкторы начали разработку концепции «автомобиль-крыло», и если старая машина ещё позволяла бороться за очки, то на новом «Лотус-76» Жаки Икс ни разу не смог даже доехать до финиша в пяти гонках. После ещё более неудачного начала сезона 1975 года Икс ушёл из команды.

В чемпионате спортивных автомобилей выступления Жаки Икса были более успешными. Он выиграл 24 часа Ле-Мана 1975 года на автомобиле «Мираж GR8» c Дереком Беллом, а со следующего года стал заводским гонщиком «Порше», что позволило ему в последующие два года одержать ещё две победы в Ле-Мане и принести своей команде победу в чемпионате мира. В Формуле-1 Икс практически перестал выступать, лишь эпизодически появляясь на гонках в составе команды «Энсайн». На Гран-при США 1976 года он вновь получил травмы ног, вылетев с трассы и врезавшись в заградительный барьер. Его последним участием в Формуле-1 стало выступление во второй половине сезона 1979 года за команду «Лижье», когда он заменял в команде травмированного Патрика Депайе, дважды набрал очки за пятое и шестое место, шесть раз не добравшись до финиша.

Также в 1979 году Жаки Икс принял участие в проходившем в Северной Америке Канадо-Американском кубке. Этот чемпионат, ранее разыгрывавшийся в классе спортивных автомобилей, во второй половине семидесятых годов перешёл на модернизированные автомобили бывшей Формулы-5000. Икс, выступавший, как и остальные фавориты чемпионата, на «Лоле-T333CS», в первой гонке в Атланте уступил победителю Кейо Росбергу всего семь секунд, однако затем смог выиграть пять этапов и стал победителем серии.

### 1980-е годы

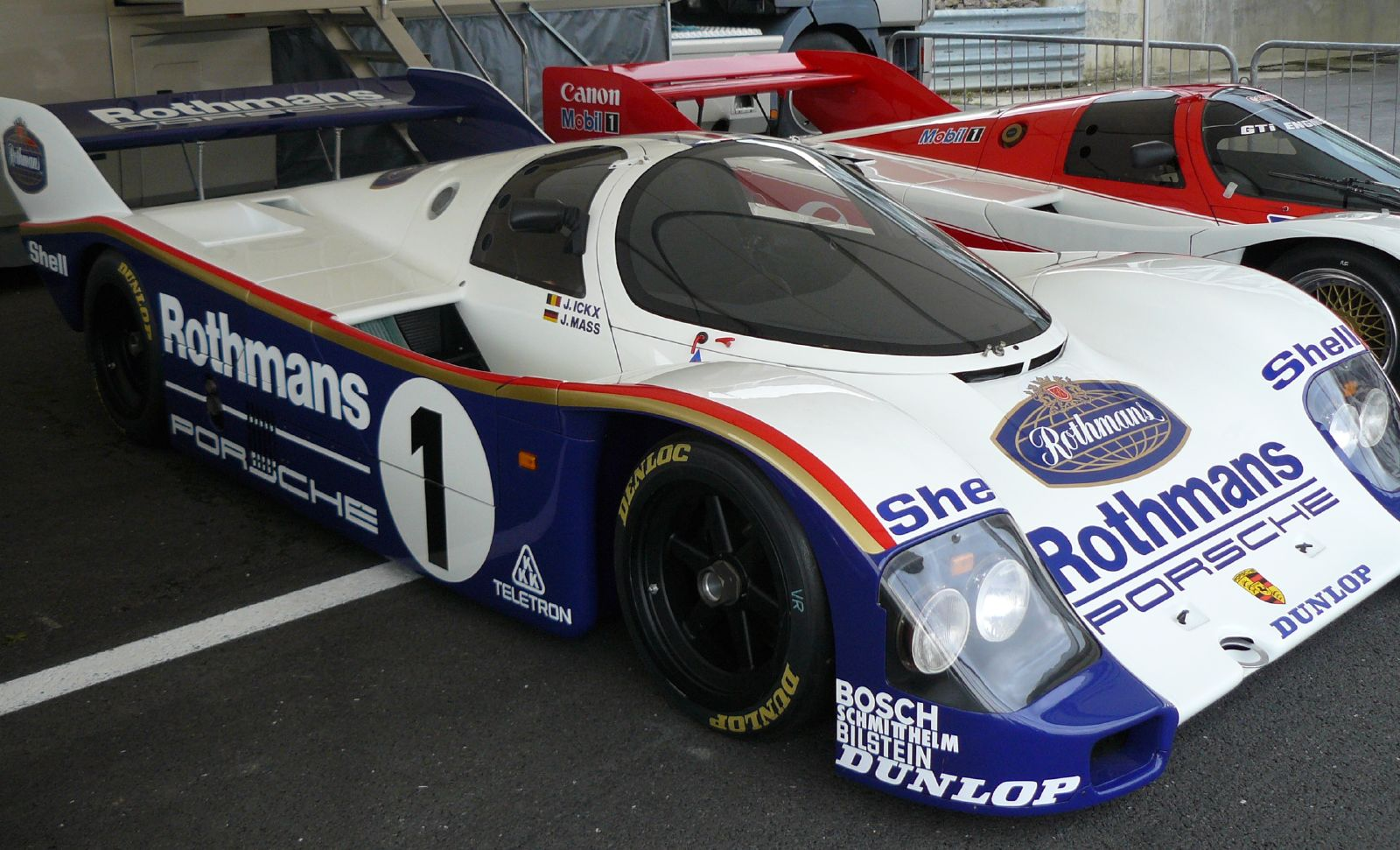
Порше-956 Жаки Икса

По окончании карьеры в Формуле-1 Жаки Икс два года практически не участвовал в гонках, в 1980 году он вышел только на старт «24 часов Ле-Мана» на «Порше-908/80», где финишировал вторым, а в 1981 году дебютировал в ралли «Париж-Дакар» за рулём автомобиля «Ситроен-2400CX», его штурманом в том выступлении был известный актёр Клод Брассер. Дебют оказался неудачным: до финиша ралли Икс не добрался. Неудача была компенсирована успехом в Ле-Мане, где он вышел на старт за рулём «Порше» и одержал уже пятую победу в карьере в этой гонке. В 1982 году Икс принял участие в тестах автомобиля Формулы-1 команды «Брэбем», но вместо возвращения в Формулу-1 продолжил участие в чемпионате мира спортпрототипов. В 1981 году руководство чемпионата мира по автогонкам спортивных автомобилей ввело личный зачёт гонщиков (до этого титул чемпиона разыгрывался лишь в командном зачёте), а в 1982 году «Порше» вывел на трассы свою новую модель 956, позволившую Иксу дважды выиграть чемпионский титул в личном зачёте в 1982-83 годах. Кроме того, в 1983 году он выиграл ралли «Париж-Дакар» на автомобиле «Мерседес-Бенц 280G». В 1984 году он уступил титул чемпиона мира в гонках спортивных автомобилей своему напарнику по команде «Порше», молодому немцу Штефану Беллофу. Также в 1984 году Икс был распорядителем на Гран-при Монако Формулы-1, эта гонка по его решению была прервана на 32-м круге из-за дождя.

Сезон 1985 года был омрачён трагедией в Спа-Франкоршам: во время гонки «1000 километров Спа» в повороте О Руж автомобиль Икса столкнулся с автомобилем Штефана Беллофа, в результате чего бывший напарник Икса по команде вылетел с трассы, врезался в ограждение и погиб. По окончании сезона 1985 года Икс ушёл из гонок спортивных автомобилей.

В конце 1980-х — начале 1990-х годов он участвовал в ралли-рейдах сначала на автомобиле «Лада-Самара Т3» (лучший результат — третье место на «Ралли Фараонов» 1988 года), затем на «Пежо-405» и «Ситроене-ZX». В октябре 1991 года на «Ралли Фараонов» Икс попал в тяжёлую аварию, когда на спецучастке близ Асуана его автомобиль на скорости около 150 км/ч наскочил на дорожную неровность, перевернулся несколько раз и вспыхнул. Жаки Икс не получил травм и сумел выбраться из автомобиля, а его штурман Кристиан Тарэн получил серьёзные ожоги и три дня спустя скончался.

### Дальнейшая карьера
В 1995 году Жаки Икс вновь стартовал в ралли «Париж-Дакар», при этом в память о погибшем напарнике он проехал дистанцию ралли без штурмана.
С 1997 года периодически участвует в гонках исторических автомобилей, в 1998 году стартовал в гонке «24 часа Спа».

## Награды и звания
В 2000 году стал почётным гражданином города Ле-Ман, в 2002 году введён в Международный зал славы моторного спорта.
Является двенадцатикратным абсолютным чемпионом Бельгии по автогонкам (это звание присваивается по итогам года спортсмену Бельгии, добившемуся наибольших успехов в автогонках независимо от чемпионата, в котором он выступал).
Именем Жаки Икса названы десятый поворот бельгийской гоночной трассы Зольдер и поворот на итальянском автодроме Варано.

## Личная жизнь и характер
Жаки Икс никогда не переживал, что ему так и не довелось стать чемпионом Формулы-1. Своим лучшим достижением он считает тот факт, что ему удалось остаться в живых после ста тысяч кругов гонок.
Дочь Жаки, Ванина Икс, также участвует в автогонках.

## Результаты гонок в Формуле-1

### Результаты гонок в чемпионате мира Ф1
| Легенда к таблице |                                                                    |
| --- | ------------------------------------------------------------------ |
| В таблице перечислены результаты всех Гран-при Формулы-1, в которых принимал участие гонщик. Строками таблицы являются сезоны, столбцами — этапы чемпионата мира. В каждой клетке указаны сокращённое название этапа и результат, дополнительно обозначенный цветом. Расшифровка обозначений и цветов представлена в нижеследующей таблице. |                                                                    |
| \| Пример \| Описание \| \| ------------ \| ------------------------------------------------------------------ \| \| 1 \| Победитель \| \| 2 \| Второе место \| \| 3 \| Третье место \| \| 5 \| Финишировал, заработав очки \| \| Сход \| Не финишировал, но при этом заработал очки \| \| 12 \| Финишировал, не получив очков \| \| НКЛ \| Финишировал, но не попал в финальную классификацию \| \| 15 \| Участвовал вне зачёта, либо по отдельной классификации \| \| 18 \| Не финишировал, но попал в финальную классификацию \| \| Сход \| Не финишировал \| \| НКВ \| Не прошёл квалификацию \| \| НПКВ \| Не прошёл предквалификацию \| \| ДСК \| Дисквалифицирован \| \| ИСК \| Исключён из протокола соревнований \| \| ТТ \| Заявлен для участия только в тренировках \| \| НС \| Участвовал в квалификации, но не стартовал в гонке \| \| Т \| Травмирован или болен \| \| ОТК \| Отказ от участия \| \| НТР \| Прибыл на соревнования, но на трассу не выезжал \| \| НПР \| Был заявлен в числе участников, но не прибыл к началу соревнований \| \| О \| Соревнования отменены \| \| \| Не участвовал \| \| Поул-позиция \| \| \| Быстрый круг \| \| |                                                                    |
| Пример | Описание                                                           |
| 1 | Победитель                                                         |
| 2 | Второе место                                                       |
| 3 | Третье место                                                       |
| 5 | Финишировал, заработав очки                                        |
| Сход | Не финишировал, но при этом заработал очки                         |
| 12 | Финишировал, не получив очков                                      |
| НКЛ | Финишировал, но не попал в финальную классификацию                 |
| 15 | Участвовал вне зачёта, либо по отдельной классификации             |
| 18 | Не финишировал, но попал в финальную классификацию                 |
| Сход | Не финишировал                                                     |
| НКВ | Не прошёл квалификацию                                             |
| НПКВ | Не прошёл предквалификацию                                         |
| ДСК | Дисквалифицирован                                                  |
| ИСК | Исключён из протокола соревнований                                 |
| ТТ | Заявлен для участия только в тренировках                           |
| НС | Участвовал в квалификации, но не стартовал в гонке                 |
| Т | Травмирован или болен                                              |
| ОТК | Отказ от участия                                                   |
| НТР | Прибыл на соревнования, но на трассу не выезжал                    |
| НПР | Был заявлен в числе участников, но не прибыл к началу соревнований |
| О | Соревнования отменены                                              |
| | Не участвовал                                                      |
| Поул-позиция |                                                                    |
| Быстрый круг |                                                                    |

| Сезон | Команда       | Шасси              | Двигатель                   | Ш | 1        | 2        | 3        | 4        | 5        | 6        | 7        | 8        | 9        | 10       | 11       | 12       | 13       | 14       | 15       | 16  | 17  | Место | Очки |
| ----- | ------------- | ------------------ | --------------------------- | - | -------- | -------- | -------- | -------- | -------- | -------- | -------- | -------- | -------- | -------- | -------- | -------- | -------- | -------- | -------- | --- | --- | ----- | ---- |
| 1966  | Tyrrell       | Matra MS5          | Ford Cosworth SCA 1,0 L4    | D | МОН      | БЕЛ      | ФРА      | ВЕЛ      | НИД      | ГЕР Сход | ИТА      | США      | МЕК      |          |          |          |          |          |          |     |     | —     | 0    |
| 1967  | Tyrrell       | Matra MS7          | Ford Cosworth FVA 1,6 L4    | D | ЮАР      | МОН      | НИД      | БЕЛ      | ФРА      | ВЕЛ      | ГЕР Сход | КАН      |          |          |          |          |          |          |          |     |     | 19    | 1    |
| 1967  | Cooper Car Co | Cooper T81B        | Maserati Tipo 10/F1 3,0 V12 | F |          |          |          |          |          |          |          |          | ИТА 6    |          |          |          |          |          |          |     |     | 19    | 1    |
| 1967  | Cooper Car Co | Cooper T86         | Maserati Tipo 10/F1 3,0 V12 | F |          |          |          |          |          |          |          |          |          | США Сход | МЕК      |          |          |          |          |     |     | 19    | 1    |
| 1968  | Ferrari       | Ferrari 312        | Ferrari                     | F | ЮАР Сход | ИСП Сход | МОН      | БЕЛ 3    | НИД 4    | ФРА 1    | ВЕЛ 3    | ГЕР 4    | ИТА 3    | КАН НС   | США Т    | МЕК Сход |          |          |          |     |     | 4     | 27   |
| 1969  | Brabham       | Brabham BT26       | Cosworth DFV                | G | ЮАР Сход | ИСП 6    | МОН Сход | НИД 5    | ФРА 3    | ВЕЛ 2    | ГЕР 1    | ИТА 10   | КАН 1    | США Сход | МЕК 2    |          |          |          |          |     |     | 2     | 37   |
| 1970  | Ferrari       | Ferrari 312 B      | Ferrari                     | F | ЮАР Сход | ИСП Сход | МОН Сход | БЕЛ 8    | НИД 3    | ФРА Сход | ВЕЛ Сход | ГЕР 2    | АВТ 1    | ИТА Сход | КАН 1    | США 4    | МЕК 1    |          |          |     |     | 2     | 40   |
| 1971  | Ferrari       | Ferrari 312 B      | Ferrari                     | F | ЮАР 8    | ИСП 2    |          |          |          |          |          |          | ИТА Сход |          |          |          |          |          |          |     |     | 4     | 19   |
| 1971  | Ferrari       | Ferrari 312 B2     | Ferrari                     | F |          |          | МОН 3    | НИД 1    | ФРА Сход | ВЕЛ Сход | ГЕР Сход | АВТ Сход |          | КАН 8    | США НКЛ  |          |          |          |          |     |     | 4     | 19   |
| 1972  | Ferrari       | Ferrari 312 B2     | Ferrari                     | F | АРГ 3    | ЮАР 8    | ИСП 2    | МОН 2    | БЕЛ Сход | ФРА 11   | ВЕЛ Сход | ГЕР 1    | АВТ Сход | ИТА Сход | КАН 12   | США 5    |          |          |          |     |     | 4     | 27   |
| 1973  | Ferrari       | Ferrari 312 B2     | Ferrari                     | G | АРГ 4    | БРА 5    | ЮАР Сход |          |          |          |          |          |          |          |          |          |          |          |          |     |     | 9     | 12   |
| 1973  | Ferrari       | Ferrari 312 B3     | Ferrari                     | G |          |          |          | ИСП 12   | БЕЛ Сход | МОН Сход | ШВЕ 6    | ФРА 5    | ВЕЛ 8    | НИД      |          |          | ИТА 8    | КАН      |          |     |     | 9     | 12   |
| 1973  | McLaren       | McLaren M23        | Cosworth DFV                | G |          |          |          |          |          |          |          |          |          |          | ГЕР 3    | АВТ      |          |          |          |     |     | 9     | 12   |
| 1973  | Williams      | Iso Marlboro IR    | Cosworth DFV                | F |          |          |          |          |          |          |          |          |          |          |          |          |          |          | США      |     |     | 9     | 12   |
| 1974  | Lotus         | Lotus 72E          | Cosworth DFV                | G | АРГ Сход | БРА 3    |          |          |          | МОН Сход | ШВЕ Сход | НИД 11   | ФРА 5    | ВЕЛ 3    | ГЕР 5    |          |          | КАН 13   | США Сход |     |     | 10    | 12   |
| 1974  | Lotus         | Lotus 76           | Cosworth DFV                | G |          |          | ЮАР Сход | ИСП Сход | БЕЛ Сход |          |          |          |          |          |          | АВТ Сход | ИТА Сход |          |          |     |     | 10    | 12   |
| 1975  | Lotus         | Lotus 72E          | Cosworth DFV                | G | АРГ 8    | БРА 9    | ЮАР 12   | ИСП 2    | МОН 8    | БЕЛ Сход | ШВЕ 15   | НИД Сход | ФРА Сход | ВЕЛ      | ГЕР      | АВТ      | ИТА      | США      |          |     |     | 16    | 3    |
| 1976  | Williams      | Wolf-Williams FW05 | Cosworth DFV                | G | БРА 8    | ЮАР 16   | СШЗ НКВ  |          |          |          |          |          |          |          |          |          |          |          |          |     |     | -     | 0    |
| 1976  | Wolf          | Wolf-Williams FW05 | Cosworth DFV                | G |          |          |          | ИСП      | БЕЛ НКВ  | МОН НКВ  | ШВЕ      | ФРА 10   | ВЕЛ НКВ  | ГЕР      | АВТ      |          |          |          |          |     |     | -     | 0    |
| 1976  | Ensign        | Ensign N176        | Cosworth DFV                | G |          |          |          |          |          |          |          |          |          |          |          | НИД Сход | ИТА 10   | КАН 13   | США Сход | ЯПО |     | -     | 0    |
| 1977  | Ensign        | Ensign N177        | Cosworth DFV                | G | АРГ      | БРА      | ЮАР      | СШЗ      | ИСП      | МОН 10   | БЕЛ      | ШВЕ      | ФРА      | ВЕЛ      | ГЕР      | АВТ      | НИД      | ИТА      | США      | КАН | ЯПО | -     | 0    |
| 1978  | Ensign        | Ensign N177        | Cosworth DFV                | G | АРГ      | БРА      | ЮАР      | СШЗ      | МОН Сход | БЕЛ 12   | ИСП Сход | ШВЕ НКВ  | ФРА      | ВЕЛ      | ГЕР      | АВТ      | НИД      | ИТА      | США      | КАН |     | -     | 0    |
| 1979  | Ligier        | Ligier JS11        | Cosworth DFV                | G | АРГ      | БРА      | ЮАР      | СШЗ      | ИСП      | БЕЛ      | МОН      | ФРА Сход | ВЕЛ 6    | ГЕР Сход | АВТ Сход | НИД 5    | ИТА Сход | КАН Сход | США Сход |     |     | 16    | 3    |

### Комментарии
1. 1 2 3  Совершил «хет-трик»: стартовал с поул-позиции, показал быстрый круг в гонке и победил.
2. ↑  Завоевал «большой шлем»: стартовал с поул-позиции, лидировал на финише каждого круга гонки и победил, показав при этом быстрый круг.